# Ertholmene

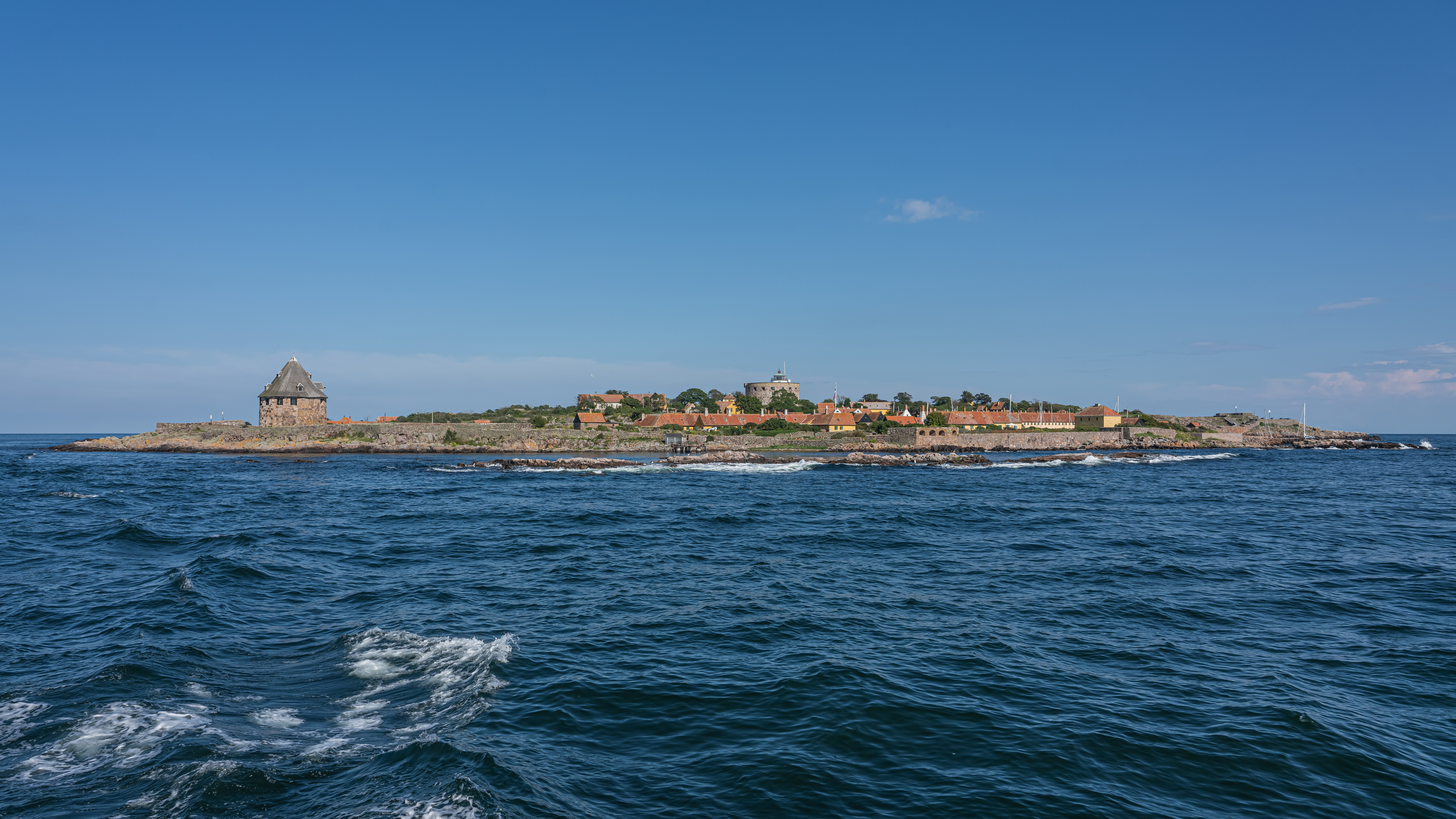
Wyspa Christiansø widziana z morza

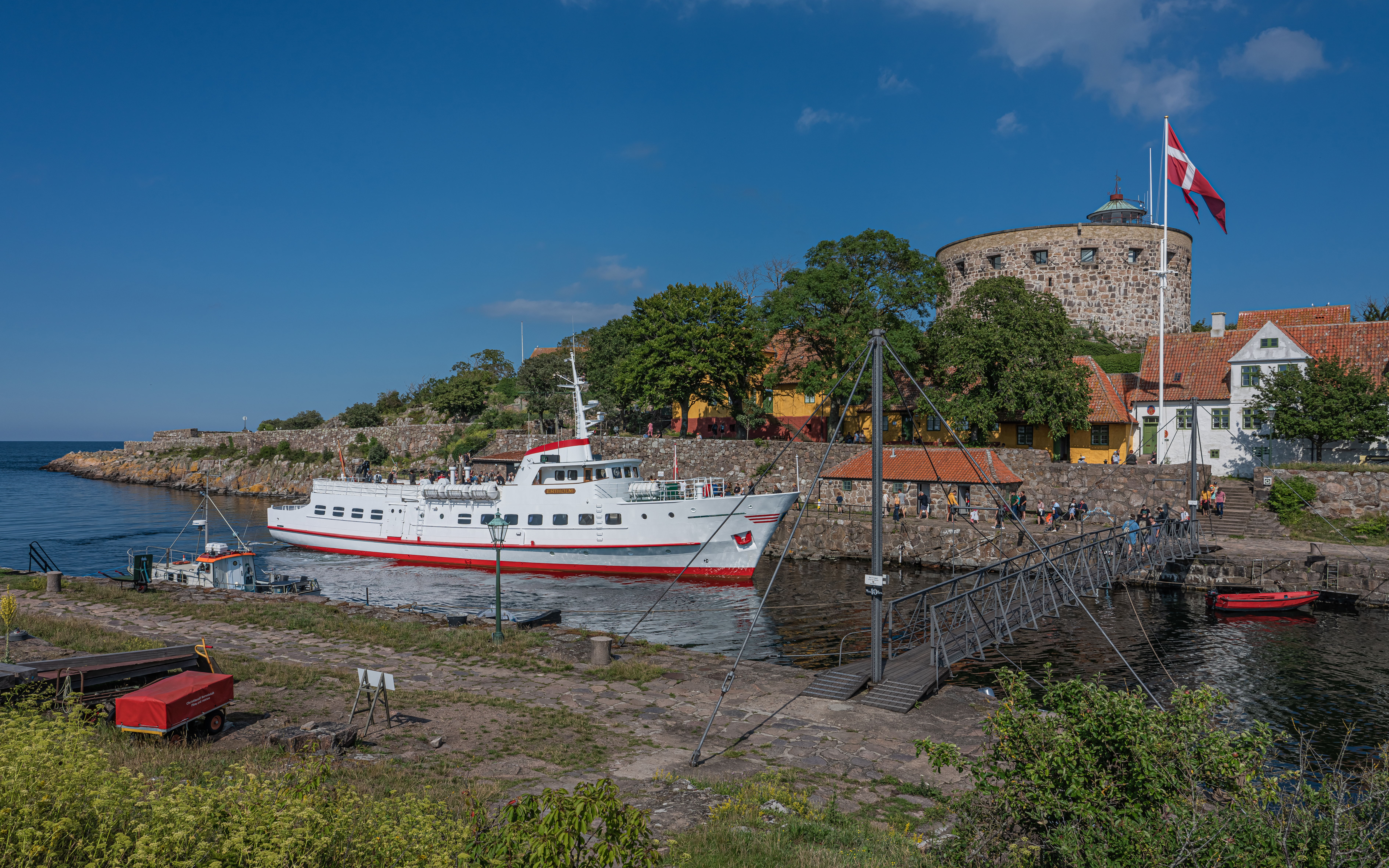
Store Tårn na Christiansø widziana z Frederiksø

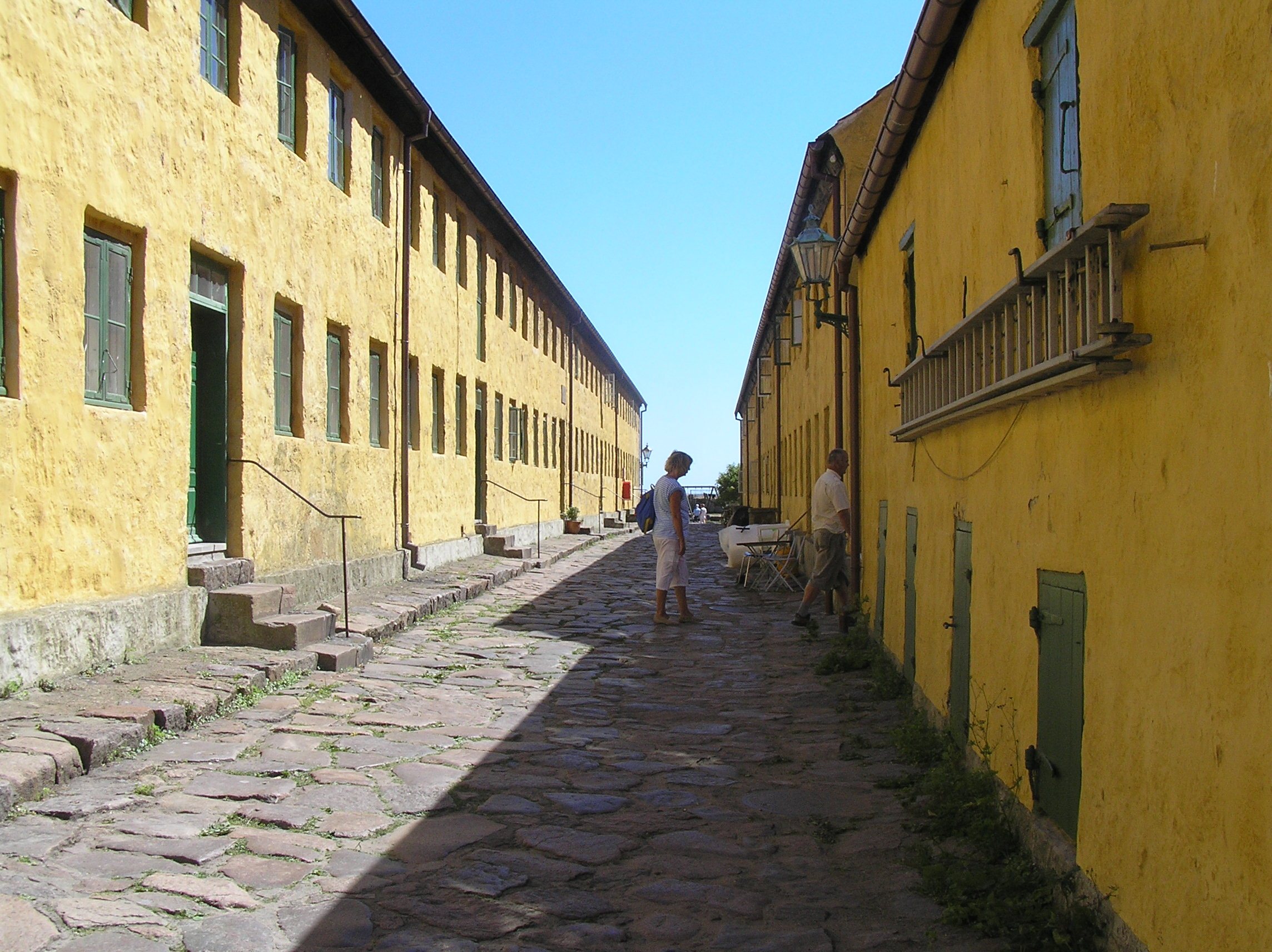
Gaden – uliczka na Christiansø między budynkami dawnych koszar

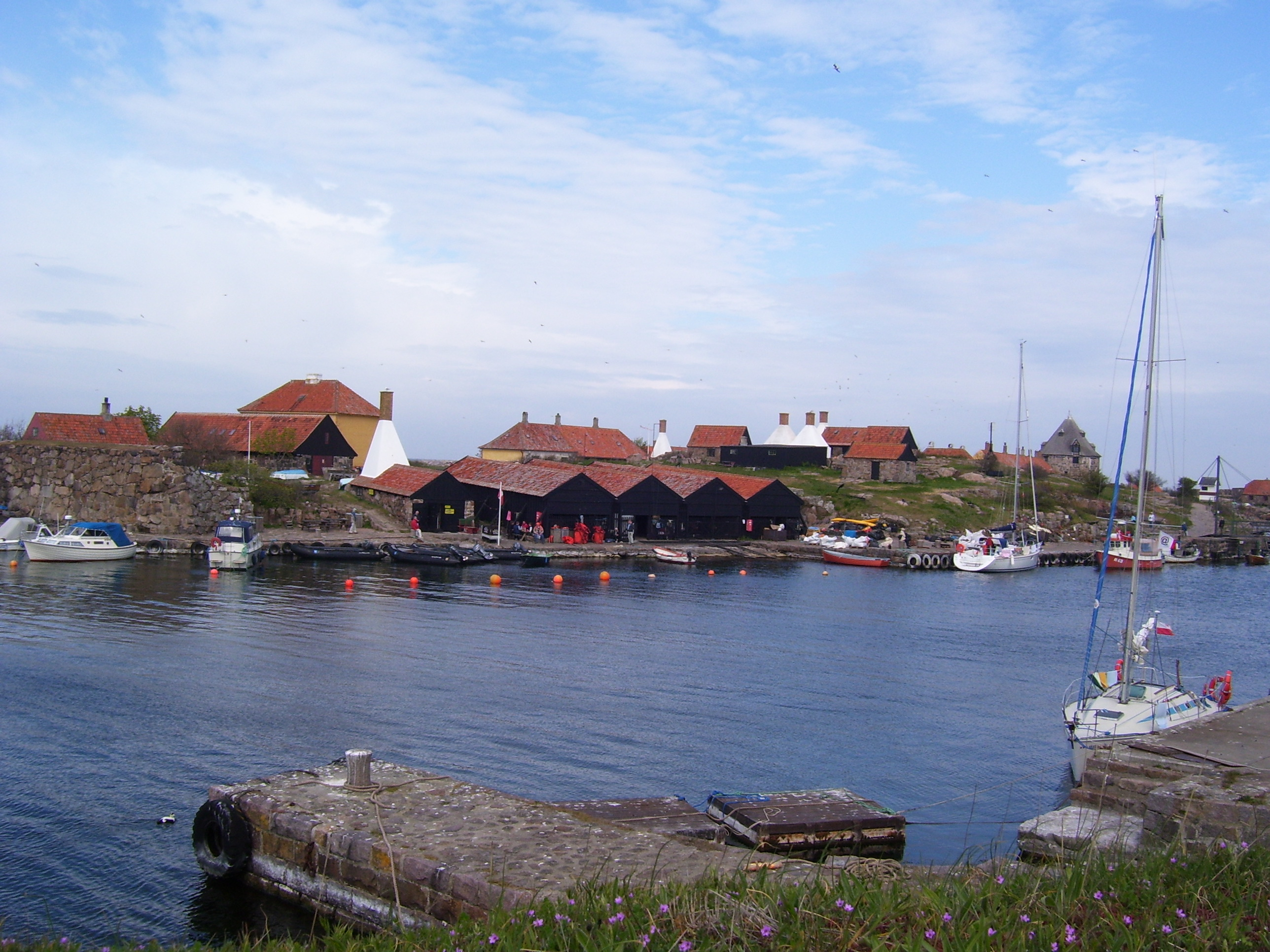
Frederiksø widziana z Christiansø

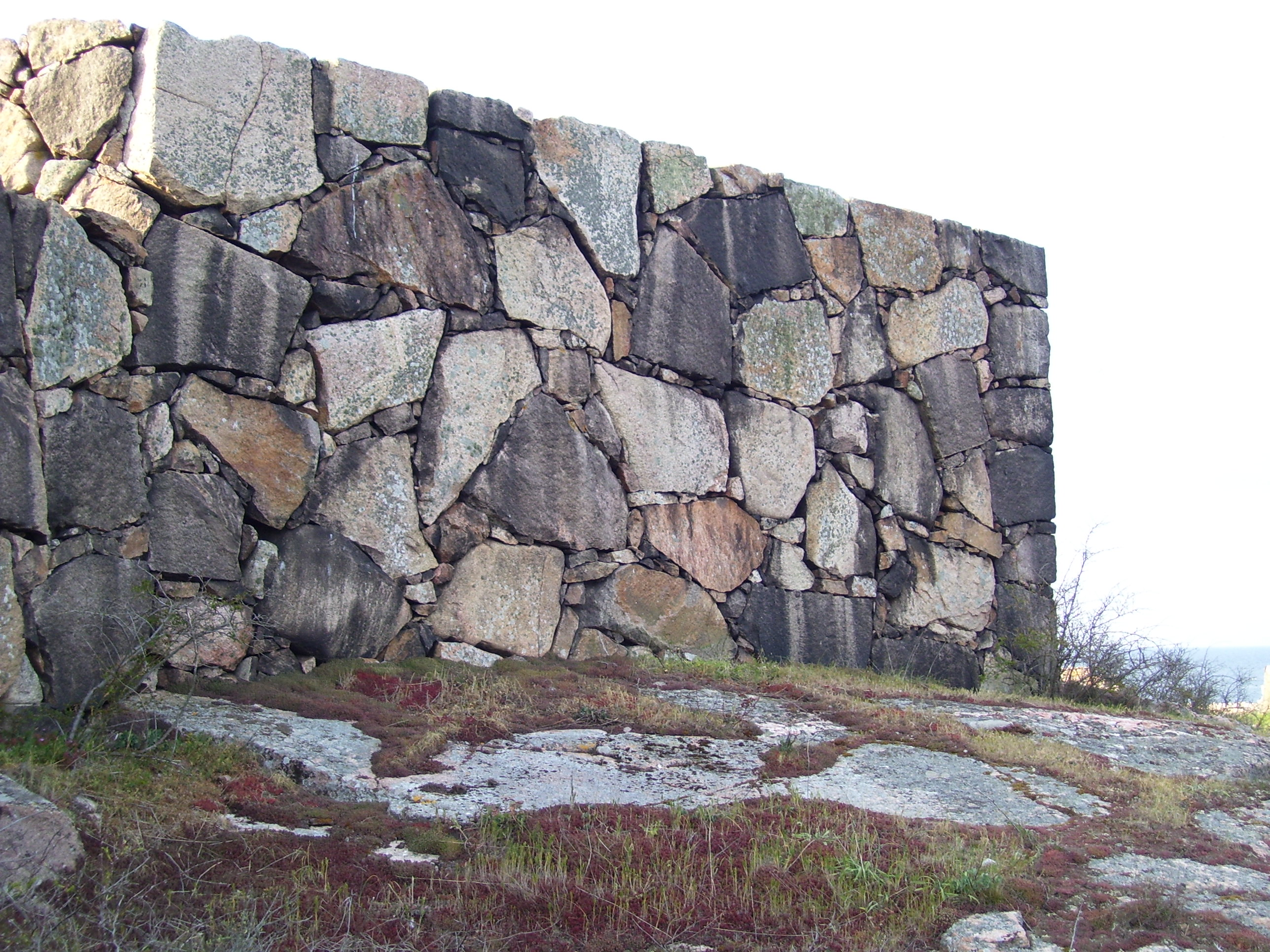
Ułożony bez spoin mur obronny na wyspie Christiansø

Ertholmene – duński archipelag (nazywany też od największej wyspy Christiansø lub po prostu Øen, co znaczy „wyspy”, w odróżnieniu od Bornholmu nazywanego „lądem”), położony na Bałtyku o 10 Mm na północny wschód od Gudhjem na Bornholmie i 70 Mm na północ od Kołobrzegu (55°19′N 015°11′E).
Liczba stałych mieszkańców wynosi około 100 osób. Zamieszkane są tylko dwie wyspy: Christiansø i Frederiksø, połączone 30-metrowym mostem zwodzonym, przerzuconym przez cieśninę, która stanowi zarazem znakomity port naturalny. Poruszanie się samochodem po wyspach nie jest możliwe. Zabudowa koncentruje się na dwóch zamieszkanych wyspach wokół portu.

## Wyspy archipelagu
W skład archipelagu wchodzi szereg wysp, wysepek i skałek (szkierów), (w języku duńskim odpowiednio: „ø”, „holm”, „skær”). Najmniejsze skałki ledwie wystają z wody lub są tuż pod jej powierzchnią. Wszystkie wyspy są zbudowane z granitu, mniejsze pozbawione są roślinności.

### Christiansø
Tłumaczenie dosłowne: „wyspa Chrystiana”.
Nazwana na cześć króla Chrystiana V Oldenburga. Największa wyspa archipelagu, jedna z dwóch zamieszkanych.
- powierzchnia: 22,3 ha;
- rozmiary: długość 710 m, szerokość 430 m;
- najwyższy punkt: Møllebakken – 22 m n.p.m.

Na Christiansø ulokowano światło nawigacyjne widoczne z Bornholmu, o charakterystyce: Fl 5s 19M.

### Frederiksø
Tłumaczenie dosłowne: „wyspa Fryderyka”.
Nazwana na cześć króla Fryderyka IV Oldenburga. Druga z zamieszkanych wysp archipelagu, trzecia pod względem wielkości.
- powierzchnia: 4 ha;
- rozmiary: długość 440 m, szerokość 160 m;
- najwyższy punkt: 8 m n.p.m.

Na Fredriksø ulokowano światło sektorowe ułatwiające nocne podejście do portu archipelagu oboma wejściami (charakterystyka: Iso 4s WRG 7/4/4 M)

### Høgebur
Leży pomiędzy Østerskær a Christiansø. Pow. 0,01 ha.

### Græsholm
Tłumaczenie dosłowne: „wysepka traw”, „trawiasty ostrów”.
- powierzchnia: 9 ha;
- rozmiary: długość 420 m, szerokość 300 m;
- najwyższy punkt: 11 m n.p.m.

Druga pod względem wielkości, a największa niezamieszkana z wysp Ertholmene.
Obecnie jest ścisłym rezerwatem ptaków i wstęp na nią jest dozwolony tylko za specjalnym zezwoleniem. Wbrew swej nazwie, na skutek wielkiej ilości ptasiego guana, prawie nie porasta jej już trawa.

### Lilleø
Tłumaczenie dosłowne: „mała wyspa”.
Położona nieopodal południowo-zachodniego brzegu Fredriksø. Wymiary: 80 × 35 m, pow. 0,2 ha.

### Østerskær
Tłumaczenie dosłowne: „szkier wschodni”, „wschodnia skała”. Pow. 0,1 ha. Położona ok. 300 m na wschód od Christiansø. Jest to najbardziej na wschód wysunięty skrawek Danii.

### Storeø
Tłumaczenie dosłowne: „duża wyspa” lub „wyspa zapasów”.
Położona u południowo-zachodniego brzegu Christiansø.

### Tat
Leży ok. 500 m na północ od Græsholm i 1500 m na północny zachód od Christiansø. Najbardziej oddalona od innych wysepek archipelagu. Długość ok. 100 m, szerokość 75 m.
Znajduje się na niej światło nawigacyjne białe, błyskowe grupowe (2 błyski) o okresie 10 s (charakterystyka: Fl (2) 10 s).

### Tyveskær
Tłumaczenie dosłowne: „szkier dwadzieścia”, „dwudziesta skała”.
Położona ok. 20 metrów na północ od Christiansø. Wymiary: 40 × 30 m.

### Vesterskær
Tłumaczenie dosłowne: „szkier zachodni”, „zachodnia skała”.
Leży 75 metrów na zachód od Fredriksø. Wymiary: 100 × 70 m, pow. 0,4 ha.
Zobacz położenie wysp na wikimapii

## Środowisko przyrodnicze
Ze względu na swe walory przyrodnicze obszar archipelagu i otaczających go wód do głębokości 50 m o pow. całkowitej 1256 ha, w tym obszar morski o pow. 1232 ha, został włączony do sieci obszarów chronionych Natura 2000. Obszar ten jest chroniony również w ramach Konwencji Ramsarskiej jako obszar wodno-błotny, mający znaczenie międzynarodowe, zwłaszcza jako środowisko życiowe ptactwa wodnego.
Roślinność lądowa jest tu niezbyt obfita, lecz unikatowa. Występują tu między innymi odporne na brak wody sukulenty, np. pięć różnych gatunków rozchodnika.
Na Christiansø są też niewielkie zadrzewienia. W środkowej części wyspy znajduje się ogród królewski, a w nim kępa wysokich drzew. Mimo niewielkich rozmiarów ludność nazywa ją „lasem”. Poza tym na wyspie są wrzosowiska oraz eutroficzne oczka wodne, gromadzące wodę deszczową, i związana z nimi roślinność wodno-błotna. Są one środowiskiem życia 4 gatunków płazów, z których najbardziej pospolita jest ropucha szara i traszka zwyczajna.
Jedynym żyjącym tu dziko gatunkiem ssaka lądowego jest przywieziony przez ludzi jeż. Przez długi czas tępiono zawleczone przez statki myszy i szczury. Występujący w Bałtyku morświn, foka pospolita i foka szara są obserwowane bardzo rzadko.
Na wiosnę i na jesieni wyspy są masowo odwiedzane przez małe ptaki przelotne pokonujące Bałtyk, które tu odpoczywają i szukają pożywienia.
Na Græsholm, która jest cennym rezerwatem przyrody, znajduje się jedyne w Danii lęgowisko alki krzywonosej (740 par) i nurzyka podbielałego (2500 par), który tu także zimuje.
Znajduje się tu również druga pod względem wielkości w Danii kolonia lęgowa mewy srebrzystej (ok. 10.000 par) oraz edredonów, które masowo gnieżdżą się na Frederiksø i Christiansø, a ich gniazda znajdują się bezpośrednio na ziemi, też pomiędzy domami, dlatego na wyspach obowiązuje zakaz posiadania psów i kotów.
Występuje tu także mewa żółtonoga, mewa pospolita, kormoran, szlachar, czernica i kaczka krzyżówka.
Na wyspach nie wolno trzymać zwierząt domowych także ze względu na ryzyko zanieczyszczenia zbiorników wody pitnej. Wyjątkiem są bardzo popularne wśród mieszkańców świnki morskie. Można też hodować kury, gęsi i króliki, ale pod warunkiem, że ich klatki są zamknięte, a wybiegi ogrodzone.
Płytkie wody otaczające archipelag są ważnym obszarem tarła sałaki (śledzia bałtyckiego).
Obawy budzi planowana budowa Gazociągu Północnego, którego trasa ma przebiegać w odległości zaledwie 11,2 km od archipelagu. Może ona kolidować m.in. z połowami ryb.
Źródła:
- Natur og Fugle, Dansk Ornitologisk Forening. dof.dk. [zarchiwizowane z tego adresu (2007-11-03)].
- Dokumentacja Nord Stream dotycząca Oceny Oddziaływania na Środowisko...

## Życie ludności
Podstawowym zajęciem ludności jest rybołówstwo. Łowiska leżą tuż u brzegów, a flota rybacka ma tu swój port macierzysty. Na Frederiksø znajdują się dwa zakłady produkcyjne, wyrabiające i sprzedające śledzie marynowane oraz korzenne. W lecie mieszkańcy wysp zajmują się również obsługą ruchu turystycznego. Część mieszkańców jest też pracownikami administracyjnymi, których zadaniem jest utrzymanie wysp i ich zabytków w niezmienionym stanie.
Na wyspach nie ma źródeł wody słodkiej. Dostępna jest jedynie deszczówka, która zbiera się w starych wyrobiskach po kamieniołomach. Aby ograniczyć zużycie wody pitnej, w toaletach stosuje się wodę morską.
Dzieci pobierają naukę w szkole na Christiansø do VII klasy szkoły podstawowej. Potem przenoszą się do szkół z internatem w Danii.
Na Christiansø jest wodociąg, mała elektrownia oraz biblioteka zaopatrzona w najnowsze książki i czasopisma.
Nabożeństwa w miejscowym kościółku luterańskim odbywają się co drugą niedzielę, gdyż pastor dzieli swoje obowiązki między kościołem na Bornholmie a Christiansø.

## Ustrój
Archipelag znajduje się pod zarządem duńskiego Ministerstwa Obrony. Pełnię władzy sprawuje mianowany administrator (zwany też gubernatorem), który pełni jednocześnie funkcję latarnika i kapitana portu. Stali mieszkańcy wybierają natomiast Radę Wyspy, która pełni jednak jedynie funkcję doradczą. Jest to jedyny zamieszkany skrawek duńskiego terytorium nie posiadający samorządu.

## Historia
Pierwsza wzmianka pisemna o wyspach pochodzi z ok. 1080 roku i mówi o powieszeniu bornholmskiego wikinga Egila za piractwo morskie w okolicy tych wysp.
Już w średniowieczu skalisty archipelag stanowił letnie schronienie duńskich rybaków poławiających śledzie. W 19 lipca 1684 król Danii Christian V w związku z trwającą wojną ze Szwecją postanowił stworzyć wysuniętą twierdzę morską, która stałaby się bazą wypadową dla duńskiej marynarki wojennej. Jego wybór padł na właśnie zdobyte, wraz z Bornholmem, Ertholmene. Pod kierownictwem norweskiego architekta Anthony’ego Coucherona ponad 450 robotników ufortyfikowało dwie wysepki: Christiansø (nazwa ku czci króla Christiana V) i Frederiksø (nazwa ku czci Fryderyka VI). Naturalny port stanowi cieśnina między tymi wyspami, która w najwęższym miejscu ma 38 m szerokości. Początkowo obie wyspy łączył most pontonowy, zastąpiony później obrotową kładką dla pieszych. Jedynie granit na fortyfikacje pochodził z miejscowego kamieniołomu. Resztę materiałów, w tym ziemię uprawną dowieziono na statkach.
Od 1725 roku Twierdza Christiansø stanowiła ciężkie więzienie. Ponieważ ucieczkę stąd traktowano jako rzecz zupełnie niemożliwą, nadano jej przydomek „Duńskiej Diabelskiej Wyspy”. Zesłańców, którzy otrzymali wyrok dożywotnich ciężkich robót, nazywano „niewolnikami” lub „żelaznymi więźniami”. Pracowali oni w miejscowym kamieniołomie, wydobywając granit, którym remontowano twierdzę. Ostatni „żelazny więzień” zmarł w 1782 roku po czterdziestoletnim pobycie na wyspie.
W 1805 zbudowano Store Tårn (Duża Wieża) na wyspie Christiansø – pierwszą w Danii zwierciadłową latarnię morską.
Podczas wojen napoleońskich Dania stanęła po stronie Napoleona Bonaparte.
Brytyjska Royal Navy zniszczyła większość duńskiej floty podczas ataku na Kopenhagę. Wówczas Duńczycy przyjęli metodę walki korsarskiej. Jedną z baz piratów stała się twierdza Christiansø. 24 października 1808 brytyjska eskadra złożona z 6 okrętów, podpłynęła od strony Østerskær i rozpoczęła ponad pięciogodzinny ostrzał twierdzy. Bombardowanie zniszczyło wiele budynków oraz zabiło 5, a raniło 10 duńskich żołnierzy. Mimo to, gdy Brytyjczycy zbliżyli się do archipelagu, chcąc wysadzić desant, załoga twierdzy ostrzelała ich z dział, co uniemożliwiło lądowanie. Wzmagający się sztorm zmusił Anglików do odwrotu.
W 1855 duńskie Ministerstwo Obrony uznało, że twierdza jest już przestarzała i pozostawiło na archipelagu jedynie 20 żołnierzy pod dowództwem oficera i dwóch podoficerów. Mieli oni obsługiwać latarnię i port, który służył jako miejsce schronienia. W 1863 zniesiono władzę dowódcy garnizonu na archipelagu, ustanawiając jednocześnie mianowanego przez Ministerstwo Obrony gubernatora. Aby nie dopuścić do zniszczenia budynków, ministerstwo zezwoliło byłym żołnierzom wrócić i osiedlić się na wyspach. Był to początek społeczności, która dziś żyje na Christiansø i Frederiksø. Do dzisiaj żyją tutaj potomkowie tamtych osiedleńców.

## Zabytki
Większość budynków na wyspach pochodzi z czasów budowy twierdzy. Wszystkie znajdują się pod ochroną. Nowe budownictwo jest zabronione, nie wolno też zmieniać wyglądu zewnętrznego zabytków. Wśród nich można wymienić:
- Bastion Rantzaua na Christiansø;
- mury obronne na obu wyspach;
- Store Tårn – Duża Wieża na Christiansø (1684; średnica 25 m, z dodaną latarnią morską w 1805);
- Lille Tårn – Mała Wieża na Frederiksø (1685);
- cmentarz (1684)
- ogród królewski na Christiansø;
- Fængsel – Więzienie na Frederiksø;
- Kirke – kościół z dzwonnicą na Christiansø.
- Największy budynek mieszkalny, zbudowany w 1791 roku, stoi przy Gaden (jedynej brukowanej „ulicy” na Christiansø pomiędzy dwoma szeregowcami, stanowiącymi niegdyś koszary). Ten pomalowany na żółto szeregowiec należy do duńskiego Ministerstwa Obrony. Jego mieszkańcy wynajmują poszczególne mieszkania.
- Charakterystyczne małe granitowe domy ukryte wśród skał były kiedyś zamieszkiwane przez stacjonujących tu żołnierzy. Niektóre z nich pełnią dziś rolę domków letniskowych.
- W wieżach mieści się muzeum historyczne. Prezentuje m.in. sprzęt rybacki, narzędzia, działa, stylowe meble, oraz wystawę lokalnej flory i fauny.

## Turystyka
Pierwsi turyści przybyli na wyspy w końcu XIX wieku. Dzisiaj rocznie przyjeżdża ich ok. 80 000. Zdecydowana większość przypływa z Bornholmu (statki z Gudhjem, Allinge-Sandvig lub Svaneke) na 3-godzinne zwiedzanie zamieszkałych wysp. Po wyspach można się poruszać wyłącznie pieszo. Do dyspozycji turystów jest:
- siedmiopokojowy hotel z restauracją;
- pole namiotowe z 23 miejscami biwakowymi;
- przystań jachtowa;
- kiosk;
- sklep spożywczy;
- kąpielisko morskie na Fredriksø.

Do obsługi turystów w sezonie letnim zatrudniany jest dodatkowy personel.
Ze względu na ochronę walorów przyrodniczych turyści nie mają dostępu na niezamieszkaną wyspę Græsholm (w całości rezerwat ptasi), a także na tereny podmokłe na wyspach zamieszkanych.